# Keith Carradine
Keith Ian Carradine (San Mateo, Califòrnia, 8 d'agost del 1949) és un actor i cantant estatunidenc, membre d'una famosa família d'actors. Per la seva cançó "I'm Easy" (que va cantar en la pel·lícula Nashville) va guanyar el 1975 l'Oscar a la millor cançó.

## Biografia
És fill de l'actor estatunidenc John Carradine i mig germà del també actor David Carradine, que va ser protagonista de la llegendària sèrie televisiva Kung Fu i pare de l'actriu Martha Plimpton (Els Goonies, Raising Hope).
Els seus treballs més destacats en cinema han estat: Nashville (1975), de Robert Altman (en la qual interpretava la seva cançó "I'm Easy", premiada amb l'Oscar); Els duelistes (1977), de Ridley Scott; La petita (1978), de Louis Malle; Els moderns (1988), d'Alan Rudolph; Heretaràs la terra (1997), de Jocelyn Moorhouse, entre d'altres.
També cal destacar el seu treball en el vídeo musical de la reeixida cançó "Material Girl", de Madonna, com el jove que en comptes de comprar-la amb regals luxosos i diners, la conquesta amb un simple ram de flors i un passeig en camioneta.
Recentment, ha participat en la sèrie de televisió Dexter, encarnant l'agent del FBI Frank Lundy que investiga els crims del protagonista, Dexter Morgan. També ha aparegut com a actor convidat en: la quarta temporada de la sèrie The Big Bang Theory (interpretant el pare de Penny), en la cinquena temporada de la sèrie Numb3rs, i en la segona temporada de la sèrie Criminal Minds (Ments Criminals) en els capítols 13 i 24, en què interpreta "Frank", l'assassí en sèrie més prolífic de la història. Recentment, va aparèixer en la sèrie Fargo, en què interpreta al policia retirat Lou Solverson.

## Filmografia
Filmografia:

### Cinema
| Any  | Títol                                                                     | Paper                    | Notes                                                                                        |
| ---- | ------------------------------------------------------------------------- | ------------------------ | -------------------------------------------------------------------------------------------- |
| 1971 | McCabe & Mrs. Miller                                                      | Cowboy                   |                                                                                              |
| 1972 | Man on a String                                                           | Danny Brown              | Telefilm                                                                                     |
| 1973 | Emperor of the North Pole                                                 | Cigaret                  |                                                                                              |
| 1973 | Idaho Transfer                                                            | Arthur                   |                                                                                              |
| 1973 | Hex                                                                       | Whizzer                  |                                                                                              |
| 1974 | Antoine et Sébastien                                                      | John                     |                                                                                              |
| 1974 | Thieves Like Us                                                           | Bowie                    |                                                                                              |
| 1974 | Run, Run, Joe!                                                            | Joe                      |                                                                                              |
| 1975 | Nashville                                                                 | Tom Frank                | Oscar a la millor cançó amb "I'm Easy" Globus d'Or a la millor cançó original amb "I'm Easy" |
| 1975 | You and Me                                                                |                          |                                                                                              |
| 1976 | Lumière                                                                   | David                    |                                                                                              |
| 1976 | Welcome to L.A.                                                           | Carroll Barber           |                                                                                              |
| 1977 | Els duelistes (The Duellists)                                             | D'Hubert                 |                                                                                              |
| 1978 | La petita (Pretty Baby)                                                   | Bellocq                  |                                                                                              |
| 1978 | Sergent Pepper's Lonely Hearts Club Band                                  | Our Guests At Heartland  |                                                                                              |
| 1979 | Old Boyfriends                                                            | Wayne Van Til            |                                                                                              |
| 1979 | An Almost Perfect Affair                                                  | Hal Raymond              |                                                                                              |
| 1980 | The Long Riders                                                           | Jim Younger              |                                                                                              |
| 1980 | A Rumor of War                                                            | Tinent Murph McCoy       | Telefilm                                                                                     |
| 1981 | Southern Comfort                                                          | Pfc. Spencer             |                                                                                              |
| 1984 | Escull-me (Choose Me)                                                     | Mickey                   |                                                                                              |
| 1984 | Scorned and Swindled                                                      | John Boslett             | Telefilm                                                                                     |
| 1984 | Maria's Lovers                                                            | Clarence Butts           |                                                                                              |
| 1985 | Trouble in Mind                                                           | Coop                     |                                                                                              |
| 1985 | Blackout                                                                  | Allen Devlin             | Telefilm                                                                                     |
| 1986 | L'Inchiesta                                                               | Tito Valerio Tauro       |                                                                                              |
| 1986 | Half a Lifetime                                                           | J. J.                    | Telefilm                                                                                     |
| 1986 | A Winner Never Quits                                                      | Pete Gray                | Telefilm                                                                                     |
| 1987 | Murder Ordained                                                           | Trooper John Rule        | Telefilm                                                                                     |
| 1987 | Eye on the Sparrow                                                        | James Lee                | Telefilm                                                                                     |
| 1988 | Els moderns (The Moderns)                                                 | Nick Hart                |                                                                                              |
| 1988 | Backfire                                                                  | Reed                     |                                                                                              |
| 1988 | Stones for Ibarra                                                         | Richard Everton          | Telefilm                                                                                     |
| 1988 | My Father, My Son                                                         | Tinent Elmo Zumwalt III  | Telefilm                                                                                     |
| 1989 | The Revenge of Al Capone                                                  | Michael Rourke           | Telefilm                                                                                     |
| 1989 | Street of No Return                                                       | Michael                  |                                                                                              |
| 1989 | Cold Feet                                                                 | Monte Latham             |                                                                                              |
| 1989 | The Forgotten                                                             | Capità Tom Watkins       | Telefilm                                                                                     |
| 1990 | Daddy's Dyin': Who's Got the Will?                                        | Clarence                 |                                                                                              |
| 1990 | The Bachelor                                                              | Dr. Emil Gräsler         |                                                                                              |
| 1990 | Judgment                                                                  | Pete Guitry              | Telefilm                                                                                     |
| 1991 | Payoff                                                                    | Peter 'Mac' McAllister   | Telefilm                                                                                     |
| 1991 | The Ballad of the Sad Cafe                                                | Marvin Macy              |                                                                                              |
| 1992 | Rabbit Ears: Annie Oakley                                                 | Storyteller              |                                                                                              |
| 1992 | Crisscross, aquell estiu del 69 (CrissCross)                              | John Cross               |                                                                                              |
| 1992 | Lincoln                                                                   | William Herndon (veu)    | Telefilm                                                                                     |
| 1994 | In the Best of Families: Marriage, Pride & Madness                        | Tom Leary                | Telefilm                                                                                     |
| 1994 | Is There Life Out There?                                                  | Brad                     | Telefilm                                                                                     |
| 1994 | Andre                                                                     | Harry Whitney            |                                                                                              |
| 1994 | La senyora Parker i el cercle viciós (Mrs. Parker and the Vicious Circle) | Will Rogers              |                                                                                              |
| 1995 | The Tie That Binds                                                        | John Netherwood          |                                                                                              |
| 1995 | Trial by Fire                                                             | Owen Turner              | Telefilm                                                                                     |
| 1996 | Special Report: Journey to Mars                                           | Capt. Eugene T. Slader   | Telefilm                                                                                     |
| 1996 | 2 Days in the Valley                                                      | Detectiu Creighton       |                                                                                              |
| 1997 | Heretaràs la terra (A Thousand Acres)                                     | Ty Smith                 |                                                                                              |
| 1997 | Keeping the Promise                                                       | William (Will) Hallowell | Telefilm                                                                                     |
| 1997 | Last Stand at Saber River                                                 | Vern Kidston             | Telefilm                                                                                     |
| 1998 | Standoff                                                                  | Zeke Clayton             |                                                                                              |
| 1999 | The Hunter's Moon                                                         | Turner                   |                                                                                              |
| 1999 | Outreach                                                                  | Dr. Vincent Shaw         | Telefilm                                                                                     |
| 1999 | Hard Time: Hostage Hotel                                                  | Cpl. Arlin Flynn         | Telefilm                                                                                     |
| 1999 | Night Ride Home                                                           | Neal Mahler              | Telefilm                                                                                     |
| 1999 | Sirens                                                                    | Oficial Dan Wexler       | Telefilm                                                                                     |
| 1999 | A Song from the Heart                                                     | Oliver Comstock          | Telefilm                                                                                     |
| 1999 | Out of the Cold                                                           | Dan Scott                |                                                                                              |
| 2000 | Metropolis                                                                | Quincy                   | Telefilm                                                                                     |
| 2000 | Enslavement: The True Story of Fanny Kemble                               | Pierce Butler            | Telefilm                                                                                     |
| 2000 | Baby                                                                      | John Malone              | Telefilm                                                                                     |
| 2001 | Cahoots                                                                   | Matt                     |                                                                                              |
| 2001 | The Diamond of Jeru                                                       | John Lacklan             | Telefilm                                                                                     |
| 2001 | Wooly Boys                                                                | Xèrif Hank Dawson        |                                                                                              |
| 2002 | Falcons                                                                   | Simon                    |                                                                                              |
| 2002 | The Angel Doll                                                            | Adjult Jerry Barlow      |                                                                                              |
| 2002 | The Outsider                                                              | Noah Weaver              |                                                                                              |
| 2003 | The Adventures of Ociee Nash                                              | Papa George Nash         |                                                                                              |
| 2003 | Monte Walsh                                                               | Chester 'Chet' Rollins   | Telefilm                                                                                     |
| 2003 | Coyote Waits                                                              | John McGinnis            | Telefilm                                                                                     |
| 2004 | Hair High                                                                 | JoJo                     |                                                                                              |
| 2004 | Balto III: Wings of Change                                                | Duke                     |                                                                                              |
| 2005 | Our Very Own                                                              | Billy Whitfield          |                                                                                              |
| 2005 | The Californians                                                          | Elton Tripp              |                                                                                              |
| 2006 | Where There's a Will                                                      | Xèrif Clifford Laws      | Telefilm                                                                                     |
| 2007 | Elvis and Anabelle                                                        | Jimmy                    |                                                                                              |
| 2007 | The Death and Life of Bobby Z                                             | Johnson                  |                                                                                              |
| 2007 | All Hat                                                                   | Pete Culpepper           |                                                                                              |
| 2008 | Lake City                                                                 | Roy                      |                                                                                              |
| 2009 | Winter of Frozen Dreams                                                   | Detectiu Lulling         |                                                                                              |
| 2010 | Peacock                                                                   | Mayor Ray Crill          |                                                                                              |
| 2011 | The Family Tree                                                           | Reverend Diggs           |                                                                                              |
| 2011 | Cowboys & Aliens                                                          | Xèrif Taggart            |                                                                                              |
| 2013 | Ain't Them Bodies Saints                                                  | Skerritt                 |                                                                                              |
| 2014 | The Absinthe Drinkers                                                     | Baron Amedeo di Magenta  |                                                                                              |
| 2018 | The Old Man and The Gun                                                   | Capità Calder            |                                                                                              |

### Televisió
| Any       | Títol                               | Paper                     | Notes                                                                                      |
| --------- | ----------------------------------- | ------------------------- | ------------------------------------------------------------------------------------------ |
| 1971      | Bonanza                             | Ern                       | Episodi: "Bushwacked"                                                                      |
| 1972      | Love, American Style                | George Pomerantz          | Episodi: "Love and the Anniversary"                                                        |
| 1972–1973 | Kung Fu                             | Middle Caine              | 2 episodis                                                                                 |
| 1983      | Chiefs                              | Foxy Funderburke          | 3 episodis Nominada − Primetime Emmy a la millor actriu secundària en minisèrie o telefilm |
| 1984      | The Fall Guy                        | Cook                      | Episodi: "October the 31st"                                                                |
| 1989      | Hallmark Hall of Fame               | Richard Everton           | Episodi: "Stones for Ibarra"                                                               |
| 1989      | Confessional                        | Liam Devlin               | 4 episodis                                                                                 |
| 1996      | Dead Man's Walk                     | Bigfoot Wallace           | 3 episodis                                                                                 |
| 1997      | Perversions of Science              | Arthur Bristol            | Episodi: "Dream of Doom"                                                                   |
| 1997–1998 | Fast Track                          | Dr. Richard Beckett       | 23 episodis                                                                                |
| 2002      | American Experience                 | Narrador                  | Episodi: "Public Enemy Number 1"                                                           |
| 2002      | Frasier                             | Carl (veu)                | Episodi: "Frasier Has Spokane"                                                             |
| 2002      | Arliss                              | Lamar Scott               | Episodi: "What You See Is What You Get"                                                    |
| 2002      | Street Time                         | Frank Dugan               | 3 episodis                                                                                 |
| 2003      | Star Trek: Enterprise               | Capità A.G. Robinson      | Episodi: "First Flight"                                                                    |
| 2003      | Spider-Man: The New Animated Series | Jonah Jameson (veu)       | 5 episodis                                                                                 |
| 2003–2004 | Wild West Tech                      | Host                      | 13 episodis                                                                                |
| 2004      | Deadwood                            | Wild Bill Hickock         | 5 episodis Nominada − Satellite Award com a millor actor en minisèrie de televisió         |
| 2004–2005 | Complete Savages                    | Nick Savage               | 19 episodis                                                                                |
| 2005      | Into the West                       | Capt. Richard H. Pratt    | Episodi: "Casualties of War"                                                               |
| 2007      | American Masters                    | Narrador                  | Episodi: "Novel Reflections: The American Dream"                                           |
| 2007      | Criminal Minds                      | Frank Breitkopf           | 2 episodis                                                                                 |
| 2007–2009 | Dexter                              | Special Agent Frank Lundy | 15 episodis                                                                                |
| 2008      | Numbers                             | Carl McGowan              | 3 episodis                                                                                 |
| 2008      | Crash                               | Owen                      | 2 episodis                                                                                 |
| 2009      | Law & Order                         | Martin Garvik             | Episodi: "Take-Out"                                                                        |
| 2009      | Dollhouse                           | Matthew Harding           | 3 episodis                                                                                 |
| 2009      | Damages                             | Julian Decker             | 5 episodis                                                                                 |
| 2010      | The Big Bang Theory                 | Wyatt                     | Episodi: "The Boyfriend Complexity"                                                        |
| 2012      | Missing                             | Martin                    | 7 episodis                                                                                 |
| 2014      | Raising Hope                        | Colt Palomino             | Episodi: "Anniversary Ball"                                                                |
| 2014      | The Following                       | Barry                     | Episodi: "Resurrection"                                                                    |
| 2014      | NCIS                                | Mannheim Gold             | Episodi: "Rock and a Hard Place"                                                           |
| 2014      | Fargo                               | Lou Solverson             | 9 episodis                                                                                 |
| 2014–2019 | Madam Secretary                     | President Conrad Dalton   | 93 episodis                                                                                |
| 2021–2022 | Fear the Walking Dead               | John Dorie Senior.        | tempordes 6-7 (9 Episodis)                                                                 |